# Gente de Zona
Gente de Zona (рус. Хенте де Сона) — музыкальная группа из Гаваны (Куба), поющая в жанре кубатон (кубинский реггетон), основанная Александром Дельгадо (англ. Alexander Delgado) в 2000 году.

## История группы
Музыкальная карьера Александра Дельгадо начиналась в очень бедном районе Гаваны под названием Аламар, который называют «колыбелью кубинского хип-хопа». «Gente de Zona» — название одного из мест этого района. Ещё в школе Дельгадо был заметным исполнителем, он ежегодно посещал музыкальный фестиваль, проходивший в открытом амфитеатре недалеко от его дома. Выступления музыкантов поражали Дельгадо энергией живой музыки и мысли заняться музыкальным творчеством стали посещать его ещё в юном возрасте. На момент становления «Gente de Zona» в 2000 году, кроме самого Александра, в группу входил Майкл Дельгадо (англ. Michel Delgado ("El Caro")). Первые концерты проходили в местных Домах культуры, на малых площадках, но постепенно дуэт привлекал всё большую аудиторию к своему творчеству и завоёвывал поклонников. В 2002 году «Gente de Zona» присоединилась к независимой ассоциации культуры «Asociación Hermanos Saíz» и работала с продюсером Антонио Ромео (англ. Antonio María Romeo).
В 2005 году Майкл Дельгадо покинул группу и на его место Александр пригласил двух новых участников — Якоба (англ. Yosdany Jacob Carmenates ("Jacob Forever")) и Фернандо (англ. Fernando Lázaro Otero Van-Caneguem ("Nando Pro")). Трио смешивало стили хип-хоп и реггетон с кубинскими ритмами и получившийся жанр стал известен, как кубатон. Пресса называет «Gente de Zona» классиками этого жанра. После успеха сингла «Pa’ la» в 2005 году, «Gente de Zona» самостоятельно выпустила свой первый, одноимённый альбом, который приобрёл некоторую популярность на Кубе. В 2006 году песни «Soñé» и «La Campaña» стали суперхитами на Кубе и известными среди любителей кубинской музыки в Европе.
В 2007 году коллектив подписал контракт с итальянским лейблом Planet Records, выпустившим летом 2008 года их второй альбом «Lo Mejor Que Suena Ahora». Альбомы «A Full» и «Oro: Lo Nuevo y lo Mejor» вышли в 2010 и 2012 годах, соответственно. Группа стала очень известной на Кубе, некоторые из синглов «Gente de Zona» возглавили чарты страны и впервые за десять лет отсутствия музыкантов, живущих на «Острове Свободы», в чартах «Billboard Top 40», группа вошла в этот список в 2010 году. Самой популярной композицией тех годов у трио была песня «El Animal», в которой поётся о судьбе не только некоторых членов группы, но и каждого кубинского ребёнка, который вырос в исп. «barrio humilde» — бедном районе, или «зоне». В 2010 году «Gente de Zona» совершила первый тур по Америке, Канаде и провела два концерта в Париже, в этот же период выпустила ещё два шлягера: «Mama Me Lo Contó» (Top 34 Billboard) и «Estan Locos», и приступила к записи третьего альбома. В декабре 2012 Кубинское правительство официально запретило реггетон, песни и видео с сексуальным содержанием на радио и телевидении страны. Было объявлено, что при несоответствии творчества музыкантов «фундаментальным этическим принципам», и исполнителей и их промоутеров могут ждать серьёзные санкции, вплоть до тюремного срока.
В 2012 году Якоб и Фернандо покинули коллектив, чтобы начать свой собственный музыкальный проект, в очередной раз оставив Александра в качестве единственного участника группы. Дельгадо быстро пригласил Рэнди Малькома (англ. Randy Malcom Martinez) из популярной тогда «La Charanga Habanera». «Gente de Zona» стала сотрудничать с различными музыкантами, такими как Chino & Nacho, Fanny Lu, Juan Magán, Los Cadillacs, но широкая международная известность пришла к ним после совместных работ с Армандо Кристианом Пересом (Pitbull), — трек «Vacaciones» и доминиканским рэпером Edward E. Bello Pou («El Cata»), трек — «Con la Ropa Puesta». Эти композиции стали популярными хитами в латинских странах.
В 2014 году группа записала совместную с Энрике Иглесиасом и Descemer Bueno работу — «В танце» (Bailando), быстро занявшую первые строчки мировых чартов. В сентябре 2015 года видеоклип «Bailando» на испанском языке вошёл в список лучших девяти видео мира по абсолютному количеству просмотров на YouTube. В этот рейтинг попали видео с количеством суммарных просмотров свыше миллиарда. Авторство песни принадлежит Descemer Bueno и «Gente de Zona». Энрике Иглесиас, получив предложение исполнить эту песню, вначале отказался, но после того как авторы совместно сняли пробный видеоклип и он стал популярен, изменил своё решение. Песня «Bailando» принесла Иглесиасу и «Gente de Zona» огромный успех, с 2014 года она была перевыпущена более чем в 25 вариантах, как языковых, так и ремиксов, под номером шесть вошла в список «50 величайших Латинских песен всех времён» по версии Billboard. Десемер Буэно утверждает, что на текст хита «Bailando» его вдохновили произведения Ф. М. Достоевского. В своих работах автор даже использовал фразы писателя.
В 2015 году группа стала сотрудничать с пуэрто-риканским певцом и композитором Марком Энтони. Сотрудничество оказалось удачным — две совместные работы: «La Gozadera» и «Traidora» прочно заняли первые места в чартах Billboard.

## Награды

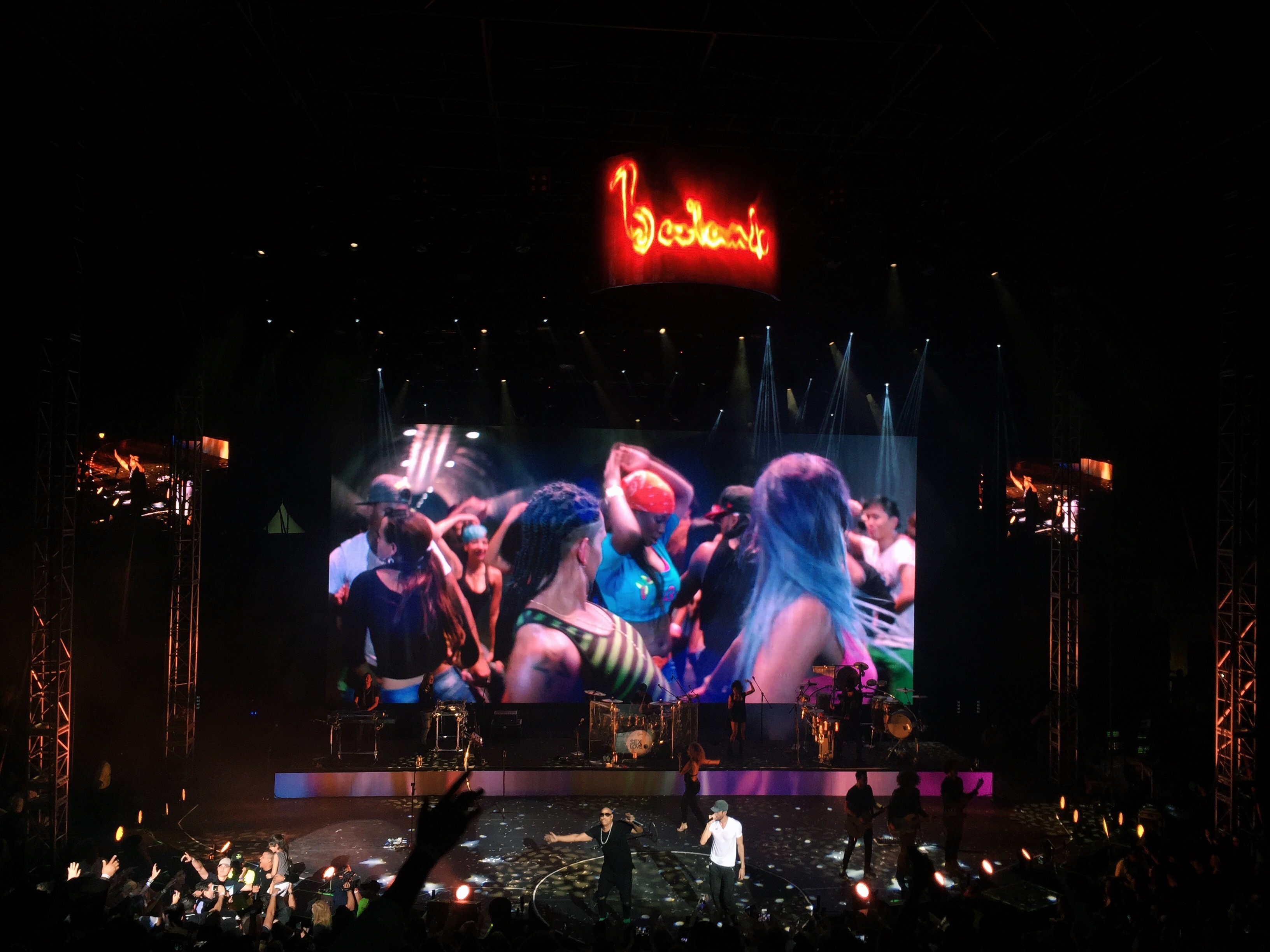
Концерт Gente de Zona, 2016

- 2014 — Premios Tu Mundo[англ.] — премия испаноязычного канала США «Telemundo» — «Хит сезона»[22].
- 2014 — Латинская Грэмми (англ. Latin Grammy Awards) — «Bailando» (премии в трёх номинациях)[23][24].
- 2015 — Latin American Music Awards[англ.] — номинация «Dúo o Grupo Favorito» и «Canción Favorita — Tropical»: «La Gozadera» — Gente de Zona совместно с Марком Энтони — Urbano[25].
- 2016 — Billboard Latin Music Awards[англ.] — номинация «Tropical Songs Artist of the Year, Duo or Group»[26].
- 2016 — ASCAP Latin Music Awards — 3 приза за песни — «Bailando», «La Gozadera», «Piensas (Dile La Verdad)»[27].
- 2016 — Premios Soberano[англ.][28].

## Дискография

### Сольные альбомы
| Альбом                   | Описание | Достижения                                                                                   |
| ------------------------ | --- | -------------------------------------------------------------------------------------------- |
| Pa’ la Gente de Zona     | - Релиз: 2005 - Лейбл: - - Формат: CD                                                                                   | —                                                                                            |
| Lo Mejor Que Suena Ahora | - Релиз: 2007 - Лейбл: Planet Records - Формат: CD, загрузка музыки                                                     | —                                                                                            |
| A Full                   | - Релиз: July 19, 2010 - Лейбл: Planet Records - Формат: CD, загрузка музыки                                            | —                                                                                            |
| Oro: Lo Nuevo y Lo Mejor | - Релиз: 30 апреля 2012 - Лейбл: Planet Records - Формат: CD, загрузка музыки                                           | —                                                                                            |
| Visualízate              | - Релиз: 22 апреля 2016 - Лейбл: Sony Music Entertainment US Latin LLC / Magnus Media LLC - Формат: CD, загрузка музыки | № 1 в рейтинге Billboard «Top Latin Albums» • № 1 в рейтинге Billboard «Top Tropical Albums» |

### Переиздания
| Альбом                        | Описание                                                                    |
| ----------------------------- | --------------------------------------------------------------------------- |
| Lo Mejor Que Suena Ahora v2.0 | - Релиз: 25 июля 2008 - Лейбл: Planet Records - Формат: CD, загрузка музыки |

### Избранные синглы, в том числе совместные
| Название                                                                  | Год         | Высшая позиция в чарте | Высшая позиция в чарте             | Высшая позиция в чарте  | Высшая позиция в чарте | Высшая позиция в чарте    | Высшая позиция в чарте        | Высшая позиция в чарте    | Высшая позиция в чарте          | Высшая позиция в чарте   | Сертификация                                                  | Альбом                   |
| Название                                                                  | Год         | Billboard Holiday 100  | Billboard Twitter Emerging Artists | Billboard Latin Airplay | SPA                    | Billboard Hot Latin Songs | Billboard Latin Digital Songs | Billboard Latin Pop Songs | Billboard Latin Streaming Songs | Billboard Tropical Songs | Сертификация                                                  | Альбом                   |
| ------------------------------------------------------------------------- | ----------- | ---------------------- | ---------------------------------- | ----------------------- | ---------------------- | ------------------------- | ----------------------------- | ------------------------- | ------------------------------- | ------------------------ | ------------------------------------------------------------- | ------------------------ |
| «Mama Me Lo Conto»                                                        | 2010        | —                      | —                                  | —                       | —                      | —                         | —                             | —                         | —                               | 34                       |                                                               | Oro: Lo Nuevo y lo Mejor |
| «Yo Quiero»                                                               | 2014        | —                      | —                                  | —                       | —                      | —                         | —                             | —                         | —                               | 37                       |                                                               | н/д                      |
| «Bailando» (Энрике Иглесиас совместно с Descemer Bueno и Gente de Zona)   | 2014 • 2015 | —                      | 17                                 | 1                       | 1                      | 1                         | 14                            | 1                         | 1                               | 1                        | - PROMUSICAE: 7 x Platinum • IFPI SWI: 1 x Gold, 1 x Platinum | н/д                      |
| «He llorado (Como un niño)» (совместно с Juan Magan)                      | 2015        | —                      | —                                  | —                       | 12                     | —                         | —                             | —                         | —                               | —                        |                                                               | н/д                      |
| «Piensas (Dile la verdad)» (совместно с Pitbull)                          | 2015        | —                      | —                                  | —                       | 22                     | 11                        | —                             | —                         | —                               | —                        |                                                               | н/д                      |
| «La Gozadera» (совместно с Марком Энтони)                                 | 2015 • 2016 | 47                     | 4                                  | 1                       | 1                      | 2                         | 2                             | —                         | 19                              | 1                        | - PROMUSICAE: 4 x Platinum                                    | Visualízate              |
| «Traidora» (совместно с Марком Энтони)                                    | 2015 • 2016 | —                      | 23                                 | 2                       | 8                      | 6                         | 5                             | 1                         | —                               | 1                        | - PROMUSICAE: 1 x Platinum                                    | Visualízate              |
| «Algo Contigo»                                                            | 2015 • 2016 | —                      | 46                                 | —                       | —                      | 40                        | 32                            | 40                        | —                               | —                        |                                                               | Visualízate              |
| «—» обозначает, что альбом не был представлен в чартах на этой территории |             |                        |                                    |                         |                        |                           |                               |                           |                                 |                          |                                                               |                          |